# Julius Wernicke
Julius Emil Wernicke (* 16. August 1802 in Breslau, Provinz Schlesien; † 1866 in Berlin) war ein deutscher Lehrer und Regionalhistoriker in Thorn in Westpreußen.

## Leben
Julius Wernicke besuchte das Elisabeth-Gymnasium in Breslau. Seit 1819 studierte er Theologie an der Universität in Berlin, später auch Philologie (unter anderem bei August Boeckh) und Geschichte. Danach besuchte er das Pädagogische Seminar in Breslau und unterrichtete am Magdalenen- und dem Friedrichs-Gymnasium. 1824 promovierte er.
1824 wurde er Lehrer am Gymnasium in Thorn, zunächst für Griechisch und Latein, zeitweise auch für Religion, seit 1838/39 dazu für Geschichte und Geographie. Seit diesem Schuljahr war er der höchstrangige Lehrer im Kollegium und wurde dort 1840 zum Professor ernannt.
1845 schied er auf eigenen Wunsch vorzeitig aus dem Schuldienst aus. Er lebte und publizierte noch einige Jahre in Thorn und zog dann nach Berlin, wo er 1866 starb.
Der Altphilologe Friedrich August Wernicke war sein Bruder.

## Schriften
Julius Emil Wernicke veröffentlichte Werke zur Geschichte von Thorn sowie zu weiteren historischen und philologischen Themen.
- De Epigrammatis quae Vulgo Platoni philosopho adscribuntur dissertatio qua multisque votis pro munere magistri in Gymnasio Regio Thorunensi rite suscipiendo ad examen solemne die XXIX. Aprilis instituendum omnes literarum cultores fautoresque gymnasii invitat Iulius Aemilius Wernicke Philos. Doct. Artiumque Liberalium Magister, Hayn, Berlin 1824
- Allgemeine Andeutungen bei Lesung Homers. Zum Schulgebrauch von Dr. J.E. Wernicke, Oberlehrer am königlichen Gymnasium zu Thorn, Bei Ludwig Hold, Berlin 1831

- als Herausgeber: Carl Gotthelf Praetorius: Topographisch-historisch-statistische Beschreibung der Stadt Thorn und ihres Gebietes., Thorn 1832. Digitalisat
- Geschichte Thorns aus Urkunden, Dokumenten und Handschriften, 2 Bände, Lambeck, 1842 Band 2
- Italien im Verhältniß zur Natur und der Geschichte des Menschen, in: Nachricht von dem Gymnasium zu Thorn, 1843, S. [3]–48
- Die Insel Rügen. Ein Führer für Reisende. Mit Berücksichtigung der merkwürdigsten Ereignisse der Vorzeit und Gegenwart, Berlin 1863